# Bonelliopsis alaskana
Bonelliopsis alaskana är en djurart som tillhör fylumet skedmaskar, och som beskrevs av Fisher, W.K. 1946. Bonelliopsis alaskana ingår i släktet Bonelliopsis och familjen Bonelliidae.
Artens utbredningsområde är Alaska. Inga underarter finns listade i Catalogue of Life.